# 国道156号線 (アメリカ合衆国)
国道156号線は、1957年から1982年までアメリカ合衆国に存在していた、カンザス州エルズワースから同州ガーデンシティに至る二級国道である。この路線は、1982年の廃止時に全区間がカンザス州道156号線として再指定された。

## 終端
1982年の路線廃止時、国道156号線は東端であるカンザス州エルズワースにおいて国道40号線に接続していた。また、西端である同州ガーデンシティにおいて国道50号線および国道83号線に接続していた。

## 重複区間
- 国道56号線（Pawnee郡Larned郡区～バートン郡グレートベンド）

## 通過州・郡
- カンザス州
  - w:Ellsworth County, Kansas
  - w:Barton County, Kansas
  - w:Pawnee County, Kansas
  - w:Hodgeman County, Kansas
  - w:Finney County, Kansas

## 主要通過都市
- カンザス州グレートベンド (w:Great Bend, Kansas)
- カンザス州ガーデンシティ (w:Garden City, Kansas)